# Kasachischer Fußballpokal 2007
Der Kasachische Fußballpokal 2007 war die 16. Austragung des Pokalwettbewerbs im Fußball in Kasachstan. Pokalsieger wurde Tobol Qostanai, der sich im Finale gegen Titelverteidiger Ordabassy Schymkent durchsetzte.
Durch den Sieg im Finale qualifizierte sich Tobol für die 1. Qualifikationsrunde im UEFA-Pokal 2008/09.

## Modus
Außer im Viertelfinale wurde der Sieger in einem Spiel ermittelt. Stand es nach der regulären Spielzeit von 90 Minuten unentschieden, kam es zur Verlängerung von zweimal 15 Minuten und falls danach immer noch kein Sieger feststand zum Elfmeterschießen.
Das Viertelfinale wurde in Hin- und Rückspiel ausgetragen. Bei Torgleichheit entschied zunächst die Anzahl der auswärts erzielten Tore, danach eine Verlängerung und schließlich das Elfmeterschießen.

## 1. Runde
| Datum      |                           | Ergebnis |                              |
| ---------- | ------------------------- | -------- | ---------------------------- |
| 23.03.2007 | FK Megasport Almaty       | 1 3:0 1  | FK Qairat Almaty B           |
| 23.03.2007 | Zesna Almaty              | 3:2      | Schetissu Taldyqorghan B     |
| 23.03.2007 | Semei Semipalatinsk       | 3:2      | Ertis Pawlodar B             |
| 23.03.2007 | Rachat Astana             | 2:1      | Aqsu Stepnogorsk             |
| 23.03.2007 | FK Kasachmys Satpajew     | 1:0      | Schachtjor-Junost Qaraghandy |
| 23.03.2007 | FK Qaisar-Schas Qysylorda | 1:3      | Ordabassy Schymkent B        |
| 23.03.2007 | Gornjak FK Chromtau       | 0:1      | Kaspij Aqtau                 |
| 23.03.2007 | Energetik Pawlodar        | 2:0      | Wostok Öskemen B             |
| 23.03.2007 | Batyr Ekibastus           | 2:0      | Bolat Temirtau               |
| 23.03.2007 | Avangard Petropawl        | 2:0      | Tobol Qostanai B             |
| 23.03.2007 | Aqschajyq Oral            | 2:0      | Schaster Oral                |

## 2. Runde
| Datum      |                              | Ergebnis              |                          |
| ---------- | ---------------------------- | --------------------- | ------------------------ |
| 16.04.2007 | Semei Semipalatinsk          | 0:2 n. V.             | FK Ekibastus             |
| 17.04.2007 | Batyr Ekibastus              | 0:2 n. V.             | FK Taras                 |
| 18.04.2007 | Zesna Almaty                 | 2:3                   | FK Astana                |
| 18.04.2007 | Rachat Astana                | 2:3                   | Oqschetpes Kökschetau    |
| 18.04.2007 | Ordabassy Schymkent B        | 2:5                   | Schetissu Taldyqorghan   |
| 18.04.2007 | FK Megasport Almaty          | 2:1                   | FK Almaty                |
| 18.04.2007 | FK Kasachmys Satpajew        | 0:2 n. V.             | Tobol Qostanai           |
| 18.04.2007 | Qarasai-Sarbasdary Qaskeleng | 0:5                   | Jessil-Bogatyr Petropawl |
| 18.04.2007 | Schambyl Taras               | 0:4                   | Ordabassy Schymkent      |
| 18.04.2007 | Energetik Pawlodar           | 1:1 n. V. (4:5 i. E.) | Schachtjor Qaraghandy    |
| 18.04.2007 | Kaspij Aqtau                 | 1:2                   | Qaisar Qysylorda         |
| 18.04.2007 | Avangard Petropawl           | 1:2                   | FK Qairat Almaty         |
| 18.04.2007 | FK Aqtöbe-Schas              | 1:2                   | FK Atyrau                |
| 18.04.2007 | Aqschajyq Oral               | 0:4                   | FK Aqtöbe                |
| 18.04.2007 | Asbest Schitiqara            | 0:3                   | Ertis Pawlodar           |
| 19.04.2007 | Munaily Atyrau               | 0:3                   | Wostok Öskemen           |

## Achtelfinale
| Datum      |                       | Ergebnis              |                          |
| ---------- | --------------------- | --------------------- | ------------------------ |
| 08.05.2007 | FK Taras              | 1:4                   | Tobol Qostanai           |
| 08.05.2007 | Schachtjor Qaraghandy | 3:2                   | FK Atyrau                |
| 08.05.2007 | Ordabassy Schymkent   | 2:0                   | Wostok Öskemen           |
| 08.05.2007 | FK Megasport Almaty   | 1:0 n. V.             | Ertis Pawlodar           |
| 08.05.2007 | Qaisar Qysylorda      | 2:1                   | Jessil-Bogatyr Petropawl |
| 08.05.2007 | FK Astana             | 2:2 n. V. (3:5 i. E.) | FK Ekibastus             |
| 08.05.2007 | FK Aqtöbe             | 4:0                   | Schetissu Taldyqorghan   |
| 09.05.2007 | FK Qairat Almaty      | 2:0                   | Oqschetpes Kökschetau    |

## Viertelfinale
| Datum             |                  | Gesamt    |                       | Hinspiel | Rückspiel |
| ----------------- | ---------------- | --------- | --------------------- | -------- | --------- |
| 03.09./26.09.2007 | Tobol Qostanai   | 3:1       | FK Aqtöbe             | 3:1      | 0:0       |
| 04.09./26.09.2007 | FK Qairat Almaty | 0:1       | Ordabassy Schymkent   | 0:1      | 0:1       |
| 04.09./26.09.2007 | Qaisar Qysylorda | (a)1:1(a) | Schachtjor Qaraghandy | 0:0      | 1:1       |
| 05.09./26.09.2007 | FK Ekibastus     | 2:1       | FK Aqtöbe             | 0:0      | 2:1       |

## Halbfinale
| Datum      |                | Ergebnis              |                     |
| ---------- | -------------- | --------------------- | ------------------- |
| 23.10.2007 | FK Ekibastus   | 1:1 n. V. (3:5 i. E.) | Ordabassy Schymkent |
| 07.11.2007 | Tobol Qostanai | 2:1                   | Qaisar Qysylorda    |

## Finale
| Paarung             | Tobol Qostanai – Ordabassy Schymkent |
| Ergebnis            | 3:0 (1:0) |
| Datum               | 29. November 2007 |
| Stadion             | Zentralstadion, Taras |
| Zuschauer           | 12.000 |
| Schiedsrichter      | Qairat Slambekow |
| Tore                | 1:0 Ruslan Baltijew (28.) 2:0 Ruslan Baltijew (62., Elfmeter) 3:0 Igor Jurin (69.) |
| Tobol Qostanai      | Aleksandr Petuchow – Danijar Muqanow, Qairat Nurdäuletow, Stanimir Dimitrow, Farchadbek Yrysmetow – Sergei Skorych, Asat Nurghalijew (67. Talgat Sabalkow), Igor Jurin (81. Oleg Lotow), Ruslan Baltijew – Nurbol Schumasqalijew, Ulugʻbek Baqoyev (78. Andrei Charabara) Cheftrainer: Dmitri Ogai                 |
| Ordabassy Schymkent | Alexander Mokin – Jegor Asowskiy, Dmitri Protortachin, Kuanysch Qaraqulow, Schandos Әmetow, Sanat Schumachanow (70. Dragan Đurđević), Dias Kamelow (76. Andrei Nesteruk), Oleg Sabirow, Sergei Maksimow – Murat Tileschew (66. Tangat Nösserbajew), Pawel Pischtschulin Cheftrainer: Marco Bragonje ( Niederlande) |
| Gelbe Karten        | Asat Nurghelijew, Farchadbek Yrysmetow – Dias Kamelow, Sanat Schumachanow, Murat Tileschew |